# شرموله
شرموله (انگلیسی: Chermoula) (عربی: شرمولة، بربری: tacermult یا tacermilt) یک گزک و سس ترچاشنی است که در آشپزی الجزایر، لیبی، مراکش و تونس استفاده می‌شود. به‌طور سنتی از آن برای طعم دادن به ماهی یا غذاهای دریایی استفاده می‌شود، اما می‌توان آن را بر روی سایر گوشت‌ها یا تره‌بار استفاده کرد. شرموله تا حدودی شبیه چیمیچوری آمریکای لاتین است.